# Lago d’Averno (FFH-Gebiet)
Das FFH-Gebiet Lago d’Averno ist ein Schutzgebiet der NATURA 2000 in der italienischen Region Kampanien. Das 125 ha große Schutzgebiet umfasst den Kratersee Lago d’Averno und Teile des Kraterrandes. Das in den Phlegräischen Feldern im Gemeindegebiet von Pozzuoli liegende Schutzgebiet wird von der Parkverwaltung des Regionalparks Phlegräische Felder verwaltet. Das Schutzgebiet besteht seit 1995 und ist zudem als Vogelschutzgebiet (WDPA-ID 555580584) ausgewiesen. Der Averner See bildet mit dem östlich angrenzenden und ebenfalls als Schutzgebiet ausgewiesenen Monte Nuovo eine charakteristische Landschaftseinheit der Phlegräischen Felder.

## Bedeutung
Dem Schutzgebiet kommt als Rastplatz für Zugvögel besondere Bedeutung zu. Es ist zudem Habitat für zahlreiche Libellen-Arten. Was die Vegetation anbelangt, ist der Bestand an Röhricht und hydrophiler Pflanzen von Bedeutung.

## FFH-Lebensraumtyp
Im FFH-Gebiet Lago d’Averno ist auf Basis des Anhang I der FFH-Richtlinie folgender schützenswerter Lebensraumtyp verzeichnet:
- Natürliche eutrophe Seen mit einer Vegetation des Magnopotamions oder Hydrocharitions

## Arten

### Besonders schützenswerte Arten

#### Vögel
Folgende Art, die im Anhang I der Vogelschutzrichtlinie der EU gelistet sind, sind im FFH-Gebiet Lago d’Averno anzutreffen:
| - Eisvogel - Mariskensänger - Rohrweihe | - Schwarzkopfmöwe - Schwarzmilan - Trauerseeschwalbe | - Wespenbussard - Zwergdommel - Zwergseeschwalbe |

#### Insekten
Unter den im Schutzgebiet vorkommenden Insekten finden sich folgende Arten von gemeinschaftlichem Interesse gemäß Anhang II der FFH-Richtlinie:
- Großer Eichenbock
- Helm-Azurjungfer
- Lindenia tetraphylla aus der Familie der Flussjungfern

#### Reptilien
Unter den Reptilien sind nach Anhang II und Anhang IV der FFH-Richtlinie folgende Arten von gemeinschaftlichem Interesse aufgeführt:
- Gelbgrüne Zornnatter
- Ruineneidechse
- Vierstreifennatter

#### Säugetiere
Unter den im Schutzgebiet vorkommenden Säugetieren finden sich folgen Arten von gemeinschaftlichem Interesse gemäß Anhang IV der FFH-Richtlinie:
| - Große Hufeisennase - Langflügelfledermaus - Kleine Hufeisennase | - Mittelmeer-Hufeisennase |

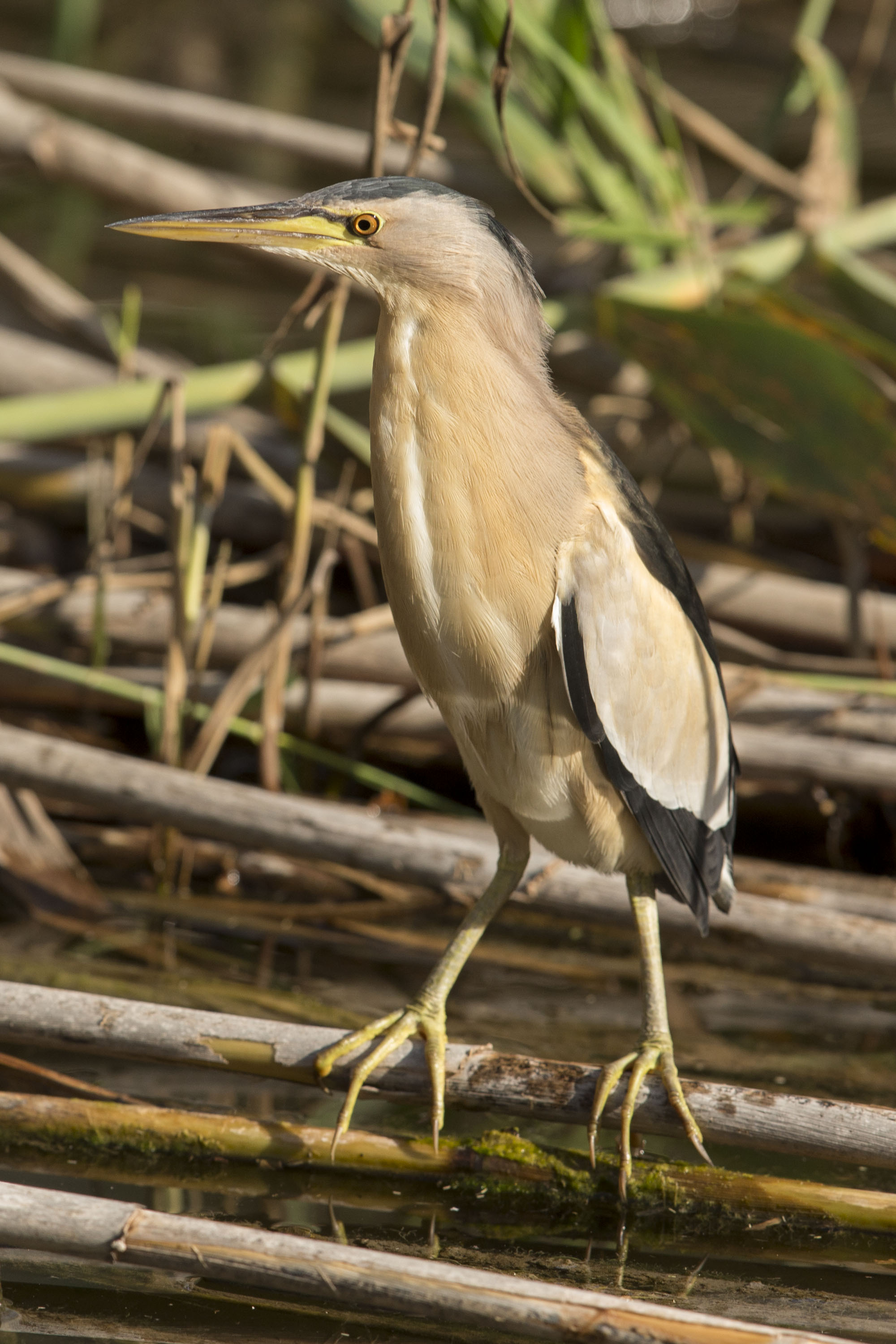
Zwergdommel
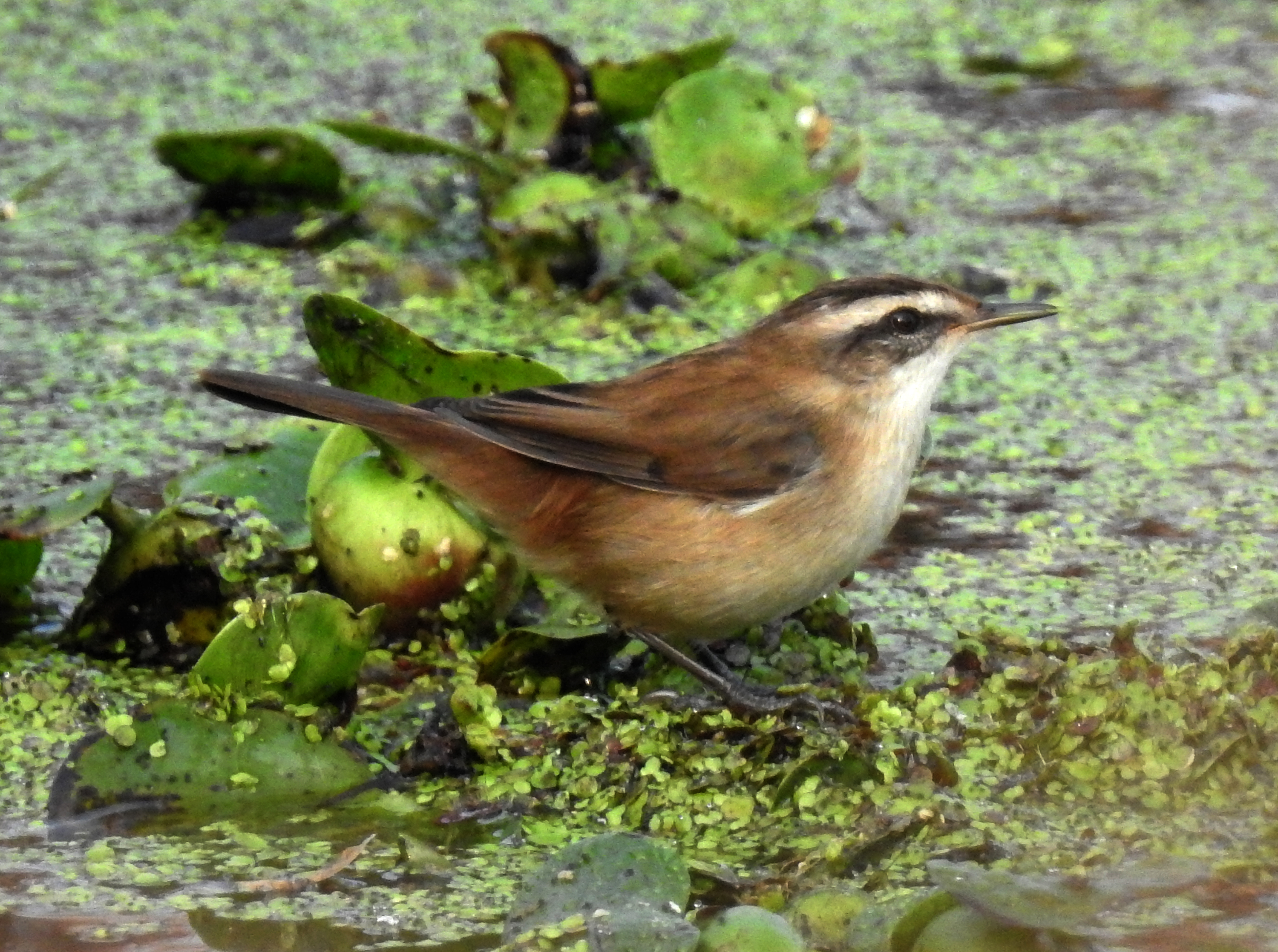
Mariskensänger
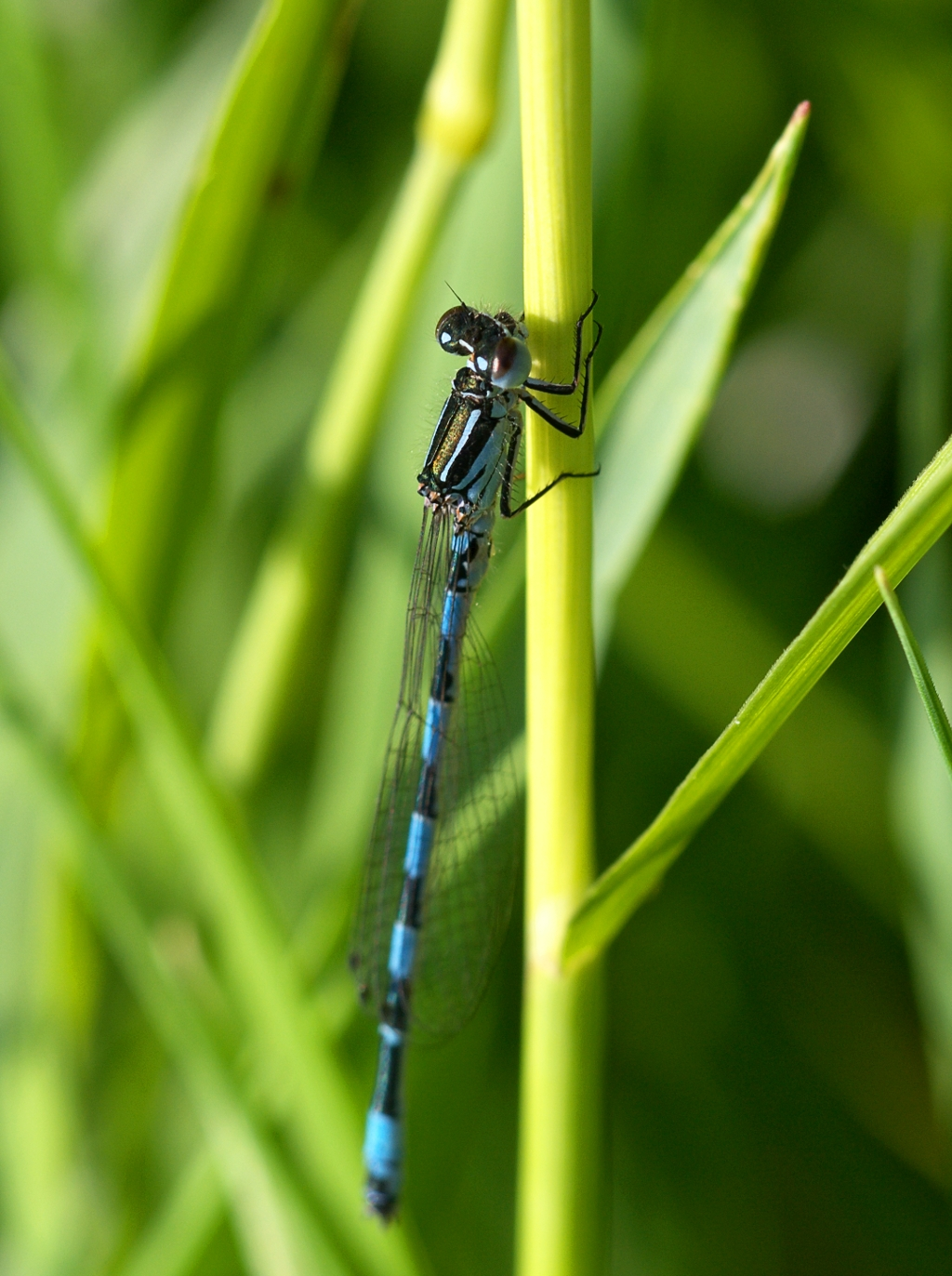
Helm-Azurjungfer
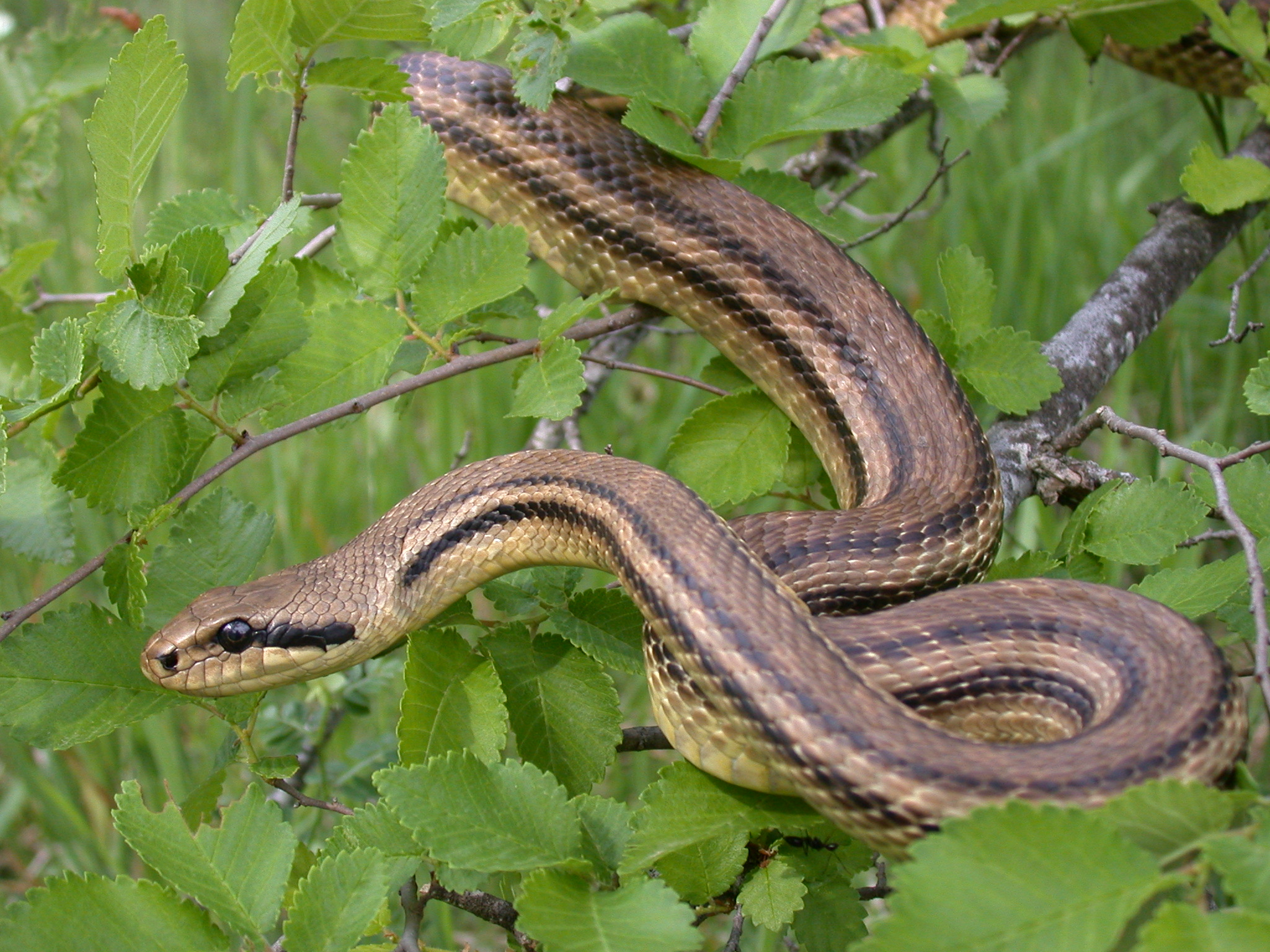
Vierstreifennatter

### Weitere vorkommende Arten

#### Vögel
Die mit einem (b) gekennzeichneten Arten brüten im Schutzgebiet.
| - Blässhuhn (b) - Brandseeschwalbe - Haubentaucher | - Knäkente - Phalacrocorax carbo sinensis eine Unterart des Kormoran - Lachmöwe | - Reiherente - Schwarzhalstaucher - Silbermöwe | - Singdrossel - Tafelente - Teichralle | - Zwergtaucher |

#### Insekten
| - Gemeine Winterlibelle - Keilfleck-Mosaikjungfer - Scharlachlibelle | - Lucanus tetraodon, ein Käfer aus der Gattung Lucanus |

#### Reptilien
- Westliche Smaragdeidechse

## Gefährdung
Das Schutzgebiet ist durch mehrere anthropogene Faktoren gefährdet. Am Südufer liegen einige Gebäude direkt am Ufer, die über eine Uferstraße angeschlossen sind. Entlang der Straße wird immer wieder Müll und Sperrmüll entsorgt. In der Vergangenheit wurden illegal Abwässer in den See geleitet, wodurch dessen Selbstreinigung wesentlich beeinträchtigt wurde.